# Xã Brush Valley, Quận Indiana, Pennsylvania
Xã Brush Valley (tiếng Anh: Brush Valley Township) là một xã thuộc quận Indiana, tiểu bang Pennsylvania, Hoa Kỳ. Năm 2010, dân số của xã này là 1.858 người.